# Luisa Nováková
Luisa Nováková (* 19. října 1971, Brno) je česká spisovatelka, univerzitní pedagožka a překladatelka z polštiny. Věnuje se i malování, měla několik výstav ilustrací a kreseb. Jejím otcem je nakladatelský redaktor Jaroslav Novák, matkou básnířka Zuzana Renčová-Nováková, dcera básníka Václava Renče.

## Život
Vystudovala češtinu a polštinu na Filozofické fakultě Masarykovy univerzity a v roce 2003 získala titul Ph.D. v oboru česká literatura. V letech 1997–2004 pracovala jako redaktorka ve vydavatelství Akcent, v současnosti působí jako odborná asistentka v Ústavu české literatury a knihovnictví na FF MU. Je členkou Obce spisovatelů a Obce moravských spisovatelů a výkonnou redaktorkou odborného literárněvědeckého periodika Bohemica litteraria.

## Dílo
Jedná se o autorku několika desítek odborných článků o české literatuře a literatuře pro děti.
Luisa Nováková – Proměny české pohádky (Masarykova univerzita Brno 2009)

### Próza
- Sestra volavek (1997) – román
- Kámen vládců (1997) – román
- Izaldiny bílé ruce (1999) – dvojice historických povídek
- Překročit Sabiren (1999) – román
- Krajina s jednorožcem (2006) – román
- Bílí havrani (2017) - román

Její romány by se nejspíš daly zařadit do žánru fantasy nebo mezi pohádky. Jsou psány básnickým jazykem bohatým na metafory.

### Poezie
- A potají (2004) – básnická sbírka